# D'Ieteren
 D'Ieteren é uma empresa belga de investimentos e que principalmente atua no reposição de peças, aluguel e reparação de veiculos, foi fundada em 1805 e tem sua sede em Bruxelas, Bélgica.

### Empresas do grupo
- Belron: Empresa Sul-Africana que atua no ramo área de reparo e substituição de vidros veiculares, foi comprada pela D'Ieteren em 1999 e que por sua vez detêm 50,3% na companhia.[6]

- D’Ieteren Automotive: É a distribuidora de todas as marcas da Volkswagen na Bélgica, também faz serviços de manutenção, financiamento de veículos, 100% dessa empresa é detida pela D'Ieteren.[7]

- D'Ieteren Immo: É a divisão imobiliária do grupo, atua na gestão de imóveis que incluem escritórios, oficinas, concessões, centros logísticos,  estacionamentos, terrenos entre outros, 100% deste companhia é controlada pela D'Ieteren.[8]

- Moleskine: Marca Italiana de materiais para escritório, produz principalmente cadernos e instrumentos de escrita, é 100% controlada pela D'Ieteren.[9]

- PHE (Parts Holding Europe): Atua na reposição de peças automotivas em seis países da Europa: Bélgica, Espanha, França, Itália, Luxemburgo e Países Baixos, foi adquirida pelo grupo em agosto de 2022 e 91% das ações pertencem a D'Ieteren.[10]

- TVH: É a líder global em reposição de peças para manuseio de materiais, construção e equipamentos industriais e agrícolas, em outubro de 2021, a D'Ieteren comprou 40% da empresa, a única integrante do grupo onde não possui a maioria das ações disponiveis, os 60% pertencem a família Belga Thermote.[11]

Em 30 de maio de 2024 a família Belga D'Ieteren possuía 60,23% das ações totais da empresa.